# William Guéraiche
William Guéraiche (né en 1965) est un historien français.

## Biographie

### Formation et carrière
Professeur agrégé d'histoire, William Guéraiche a fait ses études à l’université de Toulouse le Mirail, où il a obtenu un doctorat. Il est à la même époque joueur de rugby de bon niveau.
Plus tard, il s’oriente vers l'histoire coloniale et les relations internationales. Il enseigne l'histoire de la colonisation française en Afrique du Nord à l’université Paris I et la géopolitique à l'université de Marne-la-Vallée.
Il travaille également dans la géopolitique, en particulier la géopolitique de l'Asie. Il a écrit deux livres (un sur les femmes en politique et l'autre sur la colonisation américaine des Philippines), édité un ouvrage sur la relation entre les structures politiques traditionnelles et de la démocratie en Asie du Sud-Est et écrit plus de quarante articles en français et en anglais. Il publie en 2014 un ouvrage de géopolitique sur Dubaï et les Émirats arabes unis. Il est professeur de sciences sociales à l'Université américaine de Dubaï.
William Guéraiche a également écrit des paroles de chansons de Christian Hervé (groupe breton Hinkala) : Honneur aux Ancêtres, Confidences d'un matin, Breizh-Pilipinas, Elle n'appartient à personne et Marée Noire.

### Activités politiques
William Guéraiche est élu conseiller consulaire pour les Émirats arabes unis et Oman en 2014, sur une liste d’union de la gauche (Parti socialiste, Front de gauche et Europe Écologie Les Verts).
Il se présente comme candidat divers gauche (avec le soutien de LFI) aux élections législatives de 2017 dans la dixième circonscription des Français établis hors de France. Il est éliminé au premier tour avec 6,62 % des suffrages exprimés.

## Publications
- Géopolitique de Dubaï et des Émirats arabes unis, Nancy, Arbre bleu éditions, 2014, 348 p.  (ISBN 979-10-90129-05-4)
- Philippines contemporaines (sous la direction de William Guéraiche), Paris, Les Indes savantes, 2013  (ISBN 978-2-84654-337-8)[6]
- Manuel Quezon : les Philippines de la décolonisation à la démocratisation, Paris, Maisonneuve et Larose, 2004  (ISBN 978-2-70681-830-1)
- Les Femmes et la République : essai sur la répartition du pouvoir de 1943 à 1979 (préface de Françoise Gaspard), Paris, éditions de l'Atelier, coll. « Patrimoine », 1999  (ISBN 978-2-70823-468-0)